# 清水俊平
清水 俊平（しみず しゅんぺい、1984年 - ）は、日本の映画監督・脚本家。東京藝術大学大学院映像研究科修了。
監督作品に『ふざけるんじゃねえよ』などがある。

## 経歴
1984年生まれ、パリ出身。伯父はマルグリット・デュラス『愛人 / ラマン』の翻訳で知られる仏文学者の清水徹。明治学院大学文学部卒業後、海運会社勤務を経て、多摩美術大学入学。青山真治監督の授業で制作した初監督作品『ふざけるんじゃねえよ』が第26回東京学生映画祭グランプリをはじめ、東京国際映画祭やバンクーバー国際映画祭など国内外20以上の映画祭に正式出品される。東京藝術大学大学院映像研究科にて脚本家・坂元裕二の助手を務めた後、ピエール・ウィリアム・グレン、レナート・ベルタの通訳、マーティン・スコセッシ監督『沈黙 -サイレンス-』（2017）制作部、イザベル・ユペールの付き人を経て、タル・ベーラに師事。福島で開催されたマスタークラスで『From F』（プロデューサー：タル・ベーラ ）を制作し第37回東京国際映画祭に正式出品、渋谷ユーロスペースにて劇場公開される。

## 監督作品
| 発表年 | タイトル             | 脚本     | 主な出演者                   |
| ------ | -------------------- | -------- | ---------------------------- |
| 2014   | ふざけるんじゃねえよ | 清水俊平 | 金正允、橋本馨               |
| 2016   | ホームラン           | 清水俊平 | 黒田大輔、井之脇海           |
| 2017   | 水本さん             | 坂元裕二 | 三浦透子、高嶋芙佳           |
| 2017   | 息ぎれの恋人たち     | 清水俊平 | 吉村界人、占部房子、黒田大輔 |
| 2024   | From F               | 清水俊平 | Rina、福永壮志               |

## 参加作品
- 『FuGAK 3 / さらば愛しのeien』（2016年）青山真治監督：出演
- 『沈黙 -サイレンス- 』(2017年) マーティン・スコセッシ監督：製作助手[1]
- 『不思議の国のシドニ』（2023年）エリーズ・ジラール監督：イザベル・ユペール パーソナルアシスタント

## 受賞歴等

### 映画
『ふざけるんじゃねえよ』
- 第26回 東京学生映画祭実写部門 グランプリ[2]
- 第27回 東京国際映画祭 特別招待上映[3]
- 第25回 ゆうばり国際ファンタスティック映画祭フォアキャスト部門 正式出品[4]
- 第15回 TAMA NEW WAVEコンペティション部門 正式出品[5]
- Nippon Connection 2015（ドイツ・フランクフルト）Nippon Visions 部門 正式出品[6]
- 第34回 バンクーバー国際映画祭　Dragons & Tigers 部門 正式出品[7][8]

『ホームラン』
・Nippon Connection 2017 正式出品（2017）
・第20回小津安二郎記念・蓼科高原映画祭コンペティション グランプリ (2017)
『息ぎれの恋人たち』
- 第12回大阪アジアン映画祭インディーフォーラム部門正式出品

- JAPAN CUTS 2017（アメリカ・ニューヨーク）正式出品

『From F』
・第37回東京国際映画祭 正式出品

### その他
- 第15回東京フィルメックス学生審査員[9]

## 関連記事
- “IMDb－Shumpei Shimizu”. 2015年10月16日閲覧。
- “Takeshi Kitano rips the Japanese film industry　(The Tokyo Reporter)”. 2015年10月11日閲覧。
- “第27回東京国際映画祭・提携企画「第4回日本学生映画祭」シンポジウム”. 2015年10月16日閲覧。